# Kankurang

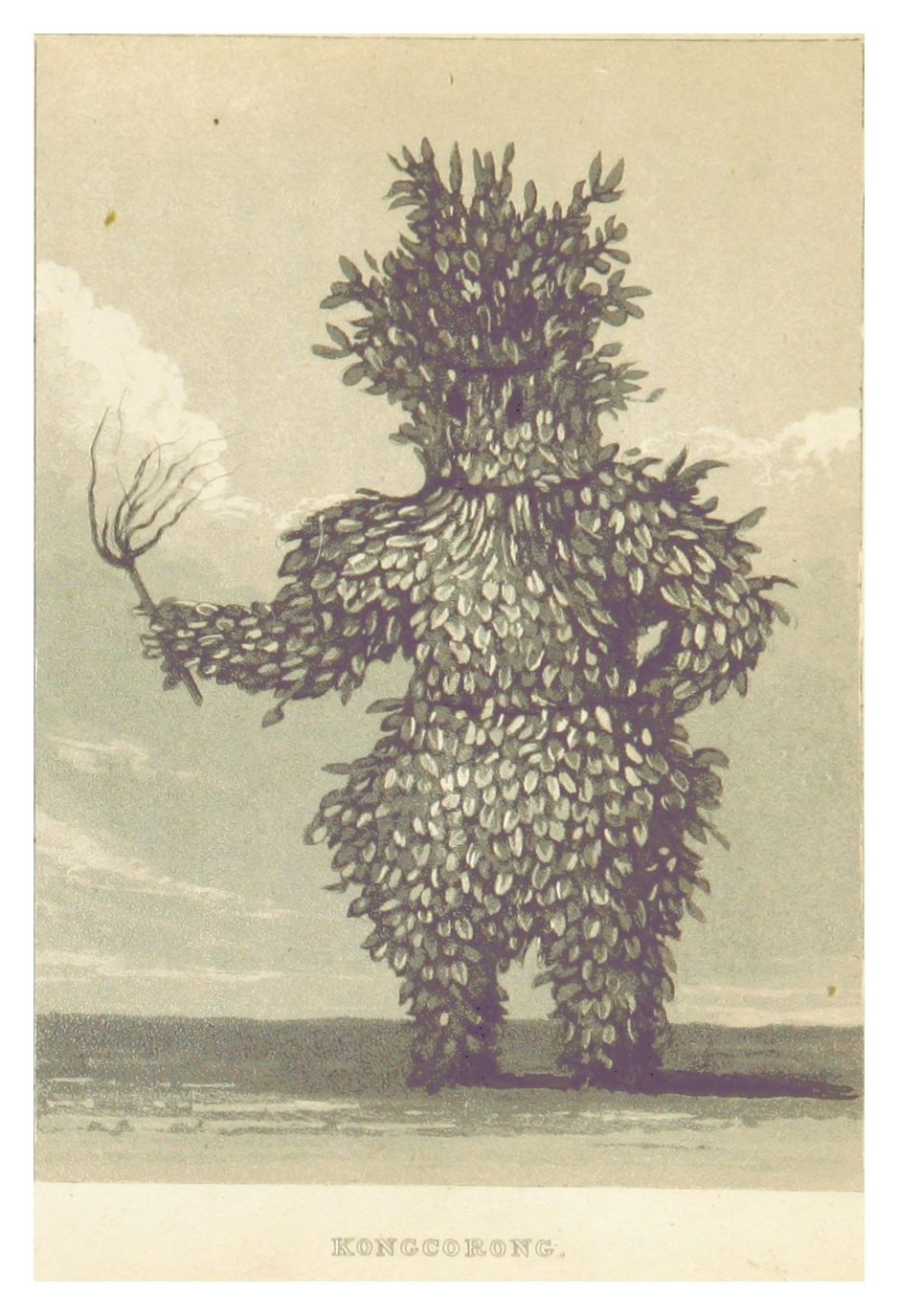
En Kankurang in Kayaye, Gambia (1812)

Kankurang is een maskerdans, waarbij een masker van een dier of eng wezen wordt gedragen. Het is een initiatie-ritueel in Gambia en Senegalen Guinea. Volgens de overlevering is de oorsprong van Kankurang te vinden in de "Komo", een geheim genootschap van jagers waarvan de organisatie en esoterische praktijken bijdroegen tot het ontstaan van de Mandinka. 
De maskers zijn gemaakt van kleding, papier, bladeren, boomschors, gras, hoorns van dieren en combinaties hiervan. Ook wordt een machete en een stok in de handen gedragen en het lichaam wordt gekleurd met plantaardige verfstoffen. De maskerades van de Mandinka en Diola zijn zeer traditioneel. 
De gemaskerde spreekt in diepe stemmen, met spreekwoorden en raadsels communiceert hij met de gemeenschap. Dit dient als entertainment voor het grote publiek. Ook helpt het bij het handhaven van discipline en beschermt de leden van de samenleving tegen boze geesten en heksen. 
Bovendien is de maskerade een schakel tussen de menselijke wereld en de geestelijke wereld. De leden van de samenleving tonen diep respect te hebben voor de geestelijke wereld door plengoffers aan te bieden.
Er zijn verschillende vormen van Kankurang;
- Ifangbondi: is zeer gevaarlijk, een onzichtbare geest, kan schade toebrengen aan boosdoeners, komt alleen 's nachts;
- Wulengo: beschermt besneden jongeren tegen heksen, boosdoeners en boze geesten, kinderen, vrouwen en niet ingewijden mogen dit niet zien, een vrouw die dit ziet wordt onvruchtbaar;
- Jamba: handhaving van discipline van de leden van de samenleving, wordt tijdens huwelijken, diploma-uitreikingen en andere ceremonies uitgevoerd.

Er vindt een nachtwake plaats en er is een processie door het dorp. Het ritueel vindt meestal plaats in augustus en september. Dorpelingen volgen Kankurang, ze kijken naar zijn gedrag en gebaren en voeren dansen en liederen op. 
De Kankurang danst staccato en vecht met twee kapmessen. De volgelingen zijn gewapend met stokken en palmbladeren, zij slaan het ritme met tom-toms.
De Kankurang onderwijst jongeren in de culturele identiteit. De geheimen van planten en hun geneeskrachtige waarden en jachttechnieken worden doorgegeven. 
Sinds 2005 staat Kankurang vermeld op de Lijst van Meesterwerken van het Orale en Immateriële Erfgoed van de Mensheid.